# Danh sách di sản văn hóa Tây Ban Nha được quan tâm ở hạt Urgell (tỉnh Lérida)
Danh sách di sản văn hóa Tây Ban Nha được quan tâm ở hạt Urgell (tỉnh Lérida).

## Di tích theo thành phố

### A

#### Agramunt
| Tên                    | Dạng            | Địa điểm                   | Tọa độ                                        | Số hồ sơ tham khảo? | Ngày nhận danh hiệu? | Hình ảnh                                |
| ---------------------- | --------------- | -------------------------- | --------------------------------------------- | ------------------- | -------------------- | --------------------------------------- |
| Ayuntamiento Agramunt  | Di tích         | Agramunt                   | 41°47′14″B 1°05′56″Đ / 41,787088°B 1,098882°Đ | RI-51-0010822       | 13-12-2002           | Ayuntamiento de Agramunt · Upload image |
| Lâu đài Agramunt       | Di tích Lâu đài | Agramunt                   | 41°47′14″B 1°05′48″Đ / 41,787253°B 1,096566°Đ | RI-51-0006207       | 08-11-1988           | Upload image                            |
| Lâu đài Donzell        | Di tích Lâu đài | Agramunt                   | 41°50′07″B 1°05′35″Đ / 41,835178°B 1,092923°Đ | RI-51-0006209       | 08-11-1988           | Castillo de la Donzell · Upload image   |
| Nhà thờ Santa María    | Di tích Nhà thờ | Agramunt                   | 41°47′14″B 1°05′57″Đ / 41,787225°B 1,099219°Đ | RI-51-0000697       | 03-06-1931           | Iglesia de Santa María · Upload image   |
| Tháp Almenara          | Di tích Tháp    | Agramunt                   | 41°45′12″B 1°04′01″Đ / 41,753452°B 1,066962°Đ | RI-51-0006208       | 08-11-1988           | Torre de Almenara · Upload image        |
| Lâu đài Montclar Urgel | Di tích Lâu đài | Agramunt Montclar de Urgel | 41°50′52″B 1°02′26″Đ / 41,847886°B 1,040623°Đ | RI-51-0004339       | 20-02-1979           | Castillo de Montclar · Upload image     |

### B

#### Bellpuig
| Tên                              | Dạng             | Địa điểm | Tọa độ                                        | Số hồ sơ tham khảo? | Ngày nhận danh hiệu? | Hình ảnh                                              |
| -------------------------------- | ---------------- | -------- | --------------------------------------------- | ------------------- | -------------------- | ----------------------------------------------------- |
| Lâu đài Bellpuig                 | Di tích Lâu đài  | Bellpuig | 41°37′35″B 1°00′39″Đ / 41,626399°B 1,010941°Đ | RI-51-0006276       | 08-11-1988           | Upload image                                          |
| Tu viện San Bartolomé            | Di tích Tu viện  | Bellpuig | 41°37′14″B 1°00′32″Đ / 41,620456°B 1,00883°Đ  | RI-51-0005096       | 17-12-1984           | Convento de San Bartolomé · Upload image              |
| Sepulcro Don Ramón Folch Cardona | Di tích Sepulcro | Bellpuig | 41°37′30″B 1°00′44″Đ / 41,625131°B 1,012293°Đ | RI-51-0000316       | 02-12-1925           | Sepulcro de Don Ramón Folch de Cardona · Upload image |

### C

#### Castellserà(Castellserà)
| Tên                                     | Dạng            | Địa điểm    | Tọa độ                                        | Số hồ sơ tham khảo? | Ngày nhận danh hiệu? | Hình ảnh                                                |
| --------------------------------------- | --------------- | ----------- | --------------------------------------------- | ------------------- | -------------------- | ------------------------------------------------------- |
| Antiguo granero tu viện Poblet "Panera" | Di tích Granero | Castellserá | 41°44′50″B 0°59′11″Đ / 41,747272°B 0,986406°Đ | RI-51-0010571       | 26-08-2001           | Antiguo granero del monasterio de Poblet · Upload image |

#### Ciutadilla
| Tên                | Dạng            | Địa điểm   | Tọa độ                                        | Số hồ sơ tham khảo? | Ngày nhận danh hiệu? | Hình ảnh                              |
| ------------------ | --------------- | ---------- | --------------------------------------------- | ------------------- | -------------------- | ------------------------------------- |
| Lâu đài Ciutadilla | Di tích Lâu đài | Ciutadilla | 41°33′40″B 1°08′27″Đ / 41,561067°B 1,140894°Đ | RI-51-0006308       | 08-11-1988           | Castillo de Ciutadilla · Upload image |

### G

#### Guimerà(Guimerà)
| Tên                         | Dạng                  | Địa điểm | Tọa độ                                        | Số hồ sơ tham khảo? | Ngày nhận danh hiệu? | Hình ảnh                                            |
| --------------------------- | --------------------- | -------- | --------------------------------------------- | ------------------- | -------------------- | --------------------------------------------------- |
| Guimerà                     | Lịch sử và nghệ thuật | Guimerá  | 41°33′59″B 1°11′12″Đ / 41,566389°B 1,186667°Đ | RI-53-0000193       | 10-07-1975           | Casco Antiguo de la Villa de Guimerá · Upload image |
| Tháp vigía castillo Guimerá | Di tích Lâu đài       | Guimerá  | 41°33′55″B 1°11′10″Đ / 41,565206°B 1,186113°Đ | RI-51-0006345       | 08-11-1988           | Castillo de Guimerá · Upload image                  |

### L

#### La Fuliola
| Tên                                   | Dạng                | Địa điểm   | Tọa độ                                        | Số hồ sơ tham khảo? | Ngày nhận danh hiệu? | Hình ảnh                                |
| ------------------------------------- | ------------------- | ---------- | --------------------------------------------- | ------------------- | -------------------- | --------------------------------------- |
| Tường Vila Closa (Recinto amurallado) | Di tích Tường thành | La Fuliola | 41°42′47″B 1°01′05″Đ / 41,712927°B 1,018186°Đ | RI-51-0006332       | 08-11-1988           | Muralla de la Vila Closa · Upload image |

### M

#### Maldà(Maldà)
| Tên           | Dạng            | Địa điểm | Tọa độ                                        | Số hồ sơ tham khảo? | Ngày nhận danh hiệu? | Hình ảnh                         |
| ------------- | --------------- | -------- | --------------------------------------------- | ------------------- | -------------------- | -------------------------------- |
| Lâu đài Maldá | Di tích Lâu đài | Maldá    | 41°33′05″B 1°02′16″Đ / 41,551412°B 1,037892°Đ | RI-51-0006387       | 08-11-1988           | Castillo de Maldá · Upload image |

### N

#### Nalec(Nalec)
| Tên            | Dạng                                | Địa điểm | Tọa độ | Số hồ sơ tham khảo? | Ngày nhận danh hiệu? | Hình ảnh                          |
| -------------- | ----------------------------------- | -------- | ------ | ------------------- | -------------------- | --------------------------------- |
| Lâu đài Nalech | Di tích Kiến trúc phòng thủ Lâu đài | Nalech   |        | RI-51-0006401       | 08-11-1988           | Castillo de Nalech · Upload image |

### O

#### Ossó de Sió
| Tên                     | Dạng            | Địa điểm    | Tọa độ                                        | Số hồ sơ tham khảo? | Ngày nhận danh hiệu? | Hình ảnh                                      |
| ----------------------- | --------------- | ----------- | --------------------------------------------- | ------------------- | -------------------- | --------------------------------------------- |
| Lâu đài Castellnou Ossó | Di tích Lâu đài | Ossó de Sió | 41°46′05″B 1°08′39″Đ / 41,768047°B 1,144209°Đ | RI-51-0006420       | 08-11-1988           | Castillo de Castellnou de Ossó · Upload image |

### P

#### Puigverd d'Agramunt(Puigverd d'Agramunt)
| Tên              | Dạng            | Địa điểm             | Tọa độ                                        | Số hồ sơ tham khảo? | Ngày nhận danh hiệu? | Hình ảnh     |
| ---------------- | --------------- | -------------------- | --------------------------------------------- | ------------------- | -------------------- | ------------ |
| Lâu đài Puigvert | Di tích Lâu đài | Puigvert de Agramunt | 41°46′38″B 1°07′21″Đ / 41,777186°B 1,122377°Đ | RI-51-0006452       | 08-11-1988           | Upload image |

### S

#### Sant Martí de Riucorb(Sant Martí de Riucorb)
| Tên                | Dạng            | Địa điểm                                  | Tọa độ | Số hồ sơ tham khảo? | Ngày nhận danh hiệu? | Hình ảnh     |
| ------------------ | --------------- | ----------------------------------------- | ------ | ------------------- | -------------------- | ------------ |
| Lâu đài San Martín | Di tích Lâu đài | Sant Martí de Riucorb San Martín de Maldá |        | RI-51-0006096       | 08-11-1988           | Upload image |

### T

#### Tàrrega(Tàrrega)
| Tên                | Dạng                                | Địa điểm | Tọa độ                                        | Số hồ sơ tham khảo? | Ngày nhận danh hiệu? | Hình ảnh                                |
| ------------------ | ----------------------------------- | -------- | --------------------------------------------- | ------------------- | -------------------- | --------------------------------------- |
| Lâu đài Altet      | Di tích Lâu đài                     | Tárrega  | 41°41′03″B 1°08′36″Đ / 41,684189°B 1,143413°Đ | RI-51-0006498       | 08-11-1988           | Upload image                            |
| Lâu đài Claravalls | Di tích Lâu đài                     | Tárrega  | 41°42′10″B 1°07′35″Đ / 41,702805°B 1,126466°Đ | RI-51-0006501       | 08-11-1988           | Castillo de Claravalls · Upload image   |
| Lâu đài Figuerosa  | Di tích Kiến trúc phòng thủ Lâu đài | Tárrega  | 41°41′52″B 1°10′07″Đ / 41,697658°B 1,168665°Đ | RI-51-0006497       | 08-11-1988           | Castillo de la Figuerosa · Upload image |
| Lâu đài Ofegat     | Di tích Lâu đài                     | Tárrega  | 41°40′14″B 1°09′21″Đ / 41,670645°B 1,155928°Đ | RI-51-0006500       | 08-11-1988           | Upload image                            |
| Lâu đài Riudevalls | Di tích Lâu đài                     | Tárrega  | 41°42′53″B 1°11′41″Đ / 41,714585°B 1,194851°Đ | RI-51-0006499       | 08-11-1988           | Castillo de Riudevalls · Upload image   |
| Lâu đài Tárrega    | Di tích Lâu đài                     | Tárrega  | 41°38′44″B 1°08′21″Đ / 41,645567°B 1,139124°Đ | RI-51-0006496       | 08-11-1988           | Castillo de Tárrega · Upload image      |
| Nhà hoang San Eloy | Di tích Nơi hẻo lánh                | Tárrega  | 41°39′03″B 1°08′10″Đ / 41,650896°B 1,136105°Đ | RI-51-0005018       | 03-06-1977           | Ermita de San Eloy · Upload image       |

### V

#### Vallbona de les Monges(Vallbona de les Monges)
| Tên                                      | Dạng            | Địa điểm               | Tọa độ                                        | Số hồ sơ tham khảo? | Ngày nhận danh hiệu? | Hình ảnh                                             |
| ---------------------------------------- | --------------- | ---------------------- | --------------------------------------------- | ------------------- | -------------------- | ---------------------------------------------------- |
| Lâu đài Montesquiu                       | Di tích Lâu đài | Vallbona de las Monjas | 41°30′20″B 1°07′09″Đ / 41,505573°B 1,119256°Đ | RI-51-0006530       | 08-11-1988           | Upload image                                         |
| Lâu đài Rocallaura (Portalet Rocallaura) | Di tích Lâu đài | Vallbona de las Monjas | 41°30′26″B 1°08′54″Đ / 41,507202°B 1,148312°Đ | RI-51-0006531       | 08-11-1988           | Upload image                                         |
| Tu viện Vallbona les Monges              | Di tích Tu viện | Vallbona de las Monjas | 41°31′28″B 1°05′18″Đ / 41,524521°B 1,088196°Đ | RI-51-0000698       | 03-06-1931           | Monasterio de Santa María de Vallbona · Upload image |

#### Verdú
| Tên                       | Dạng                                    | Địa điểm | Tọa độ                                        | Số hồ sơ tham khảo? | Ngày nhận danh hiệu? | Hình ảnh                                    |
| ------------------------- | --------------------------------------- | -------- | --------------------------------------------- | ------------------- | -------------------- | ------------------------------------------- |
| Lâu đài Verdú             | Di tích Kiến trúc phòng thủ Lâu đài     | Verdú    | 41°36′39″B 1°08′39″Đ / 41,610893°B 1,144186°Đ | RI-51-0006535       | 08-11-1988           | Castillo de Verdú · Upload image            |
| Recinto Fortificado Verdú | Di tích Kiến trúc phòng thủ Tường thành | Verdú    | 41°36′39″B 1°08′37″Đ / 41,610872°B 1,143565°Đ | RI-51-0006536       | 08-11-1988           | Recinto Fortificado de Verdú · Upload image |